# 保加利亞列弗
保加利亞列弗（保加利亞語發音：[lʲɛf]）是保加利亞發行的貨幣。貨幣編號BGN。輔幣斯托廷基（стотинки）。1列弗=100斯托廷基。在古保加利亞語中，「列弗」意為獅子。1999年7月5日，保加利亞列弗實施面值變更，以1000：1的比率進行重新兌換。新列弗的匯率和德國馬克掛鉤，1馬克＝1列弗。德國馬克被歐元取代後，列弗匯率與歐元掛鉤，1歐元=1.95583列弗。

## 流通中的貨幣

### 硬幣
- 1 斯托廷基
  - 正面：马达拉骑士浮雕、國家名稱
  - 背面：面值、邊緣有五角星
- 2 斯托廷基
  - 正面：马达拉骑士浮雕、國家名稱

保加利亞硬幣的背面。

  - 背面：面值、年份、邊緣有十二顆象徵歐盟的五角星
- 5 斯托廷基
  - 正面：马达拉骑士浮雕、國家名稱
  - 背面：面值、年份、邊緣有十二顆象徵歐盟的五角星
- 10 斯托廷基
  - 正面：马达拉骑士浮雕、國家名稱
  - 背面：面值、年份、邊緣有十二顆象徵歐盟的五角星
- 20 斯托廷基
  - 正面：马达拉骑士浮雕、國家名稱
  - 背面：面值、年份、邊緣有十二顆象徵歐盟的五角星
- 50 斯托廷基
  - 正面：马达拉骑士浮雕、國家名稱
  - 背面：面值、年份、邊緣有十二顆象徵歐盟的五角星
- 1 列弗
  - 正面：里拉的聖伊凡（英语：John of Rila）、國家名稱
  - 背面：面值、年份、兩條交叉的線
- 2 列弗
  - 正面：佩幾細洛斯·奇力安達（英语：Paisius of Hilendar）、國家名稱
  - 背面：面值、年份、兩條交叉的線

### 紙幣
- 1 列弗（已於2016年1月1日退出）
  - 正面：里拉的聖伊凡
  - 背面：里拉修道院
- 2 列弗（已於2021年1月1日退出）
  - 正面：保加利亞牧師
  - 背面：作品「保加利亞歷史」
- 5 列弗
  - 正面：伊凡·米利夫
  - 背面：伊凡·米利夫的畫作
- 10 列弗
  - 正面：佩塔爾·貝龍
  - 背面：天文設備
- 20 列弗
  - 正面：斯特凡·斯塔姆博洛夫
  - 背面：索菲亞老鷹之橋
- 50 列弗
  - 正面：佩特科·斯拉維可夫
  - 背面：佩特科·斯拉維可夫所作的詩
- 100 列弗
  - 正面：阿列科·康斯坦丁諾夫
  - 背面：阿列科·康斯坦丁諾夫的作品